# Аперат, Карл
Карл Карлович Аперат (Карлис Аператс), (латыш. Kārlis Aperāts; 5 марта 1891, Рига — 16 июля 1944, село Мозули) — латвийский военачальник, штандартенфюрер Ваффен-СС.

## Биография
Родился в Риге. Закончил Петровскую городскую гимназию, затем работал бухгалтером.
В 1915 году вступил в Императорскую армию.
В 1918 году вступил в Латвийскую армию. Во время присоединения Латвии к СССР избежал репрессий.
Во время оккупации Латвии Третьим Рейхом вступил в Латышский легион СС.

## Смерть
Будучи раненым в живот в бою у моста через Синюю (село Мозули), застрелился из-за угрозы попасть в плен.
Посмертно награждён 21.09.1944 Рыцарским крестом Железного креста.